# ياكوب بالده
ياكوب بالده (بالألمانية: Jacob Balde) (و. 1604 – 1668 م) هو كاتب، وشاعر ألماني، توفي في نويبورغ آن در دوناو، عن عمر يناهز 64 عاماً.

## التعليم
تعلم في جامعة إنغولشتات
.